# Cockthorpe
Cockthorpe – wieś w Anglii, w Norfolk, w dystrykcie North Norfolk, w civil parish Binham. W 1931 wieś liczyła 55 mieszkańców. Cockthorpe jest wspomniana w Domesday Book (1086) jako Torp.